# 本尼特 (密蘇里州)
本尼特（英語：Bennett）是位於美國密蘇里州里普利縣的鬼鎮。

## 歷史
本尼特的郵局於1878年設立，其後於1955年停運。

## 地理
本尼特所處的海拔為高於海平面140米（即459英呎），而該地所採用的時區為UTC-6，即北美中部時區（CST）。同時該地設有夏令時間，為UTC-6調快一小時，即UTC-5（CDT）。